# مارسيلينو مورينو
مارسيلينو مورينو (بالإسبانية: Marcelino Moreno)‏ (25 يونيو 1994 في الأرجنتين - ) هو لاعب كرة قدم أرجنتيني في مركز الهجوم. لعب مع نادي لانوس.

## وصلات خارجية
- مارسيلينو مورينو على موقع الدوري الأمريكي (الإنجليزية)
- مارسيلينو مورينو على موقع قاعدة بيانات كرة القدم.إي يو (الإنجليزية)
- مارسيلينو مورينو على موقع Soccerway.com (الإنجليزية)